# Aculepeira carbonaria
Aculepeira carbonaria is een spinnensoort in de taxonomische indeling van de wielwebspinnen (Araneidae).
Het dier behoort tot het geslacht Aculepeira. De wetenschappelijke naam van de soort werd voor het eerst geldig gepubliceerd in 1869 door Ludwig Carl Christian Koch.